# Jatov
Jatov (in ungherese Jattó) è un comune della Slovacchia facente parte del distretto di Nové Zámky, nella regione di Nitra.